# Кузин, Евгений Николаевич
Евгений Николаевич Кузин (? — 1998) — авиаконструктор, лауреат Сталинской премии (1946).
В 1937—1998 годах работал в лаборатории Центрального аэрогидродинамического института имени профессора Н. Е. Жуковского (ЦАГИ), с 1941 г. руководитель группы, с 1945 г. начальник отдела.
Участвовал в разработке многоканальной электронной аппаратуры для прочностных испытаний, измерений давления и температуры.
Лауреат Сталинской премии 1946 года (в составе авторского коллектива) — за разработку новой аппаратуры для измерения усилий и деформаций в элементах авиационных конструкций.
Награждён орденом Трудового Красного Знамени (11.09.1956) и медалью «За трудовую доблесть» (16.09.1945).